# ヒュッゲ

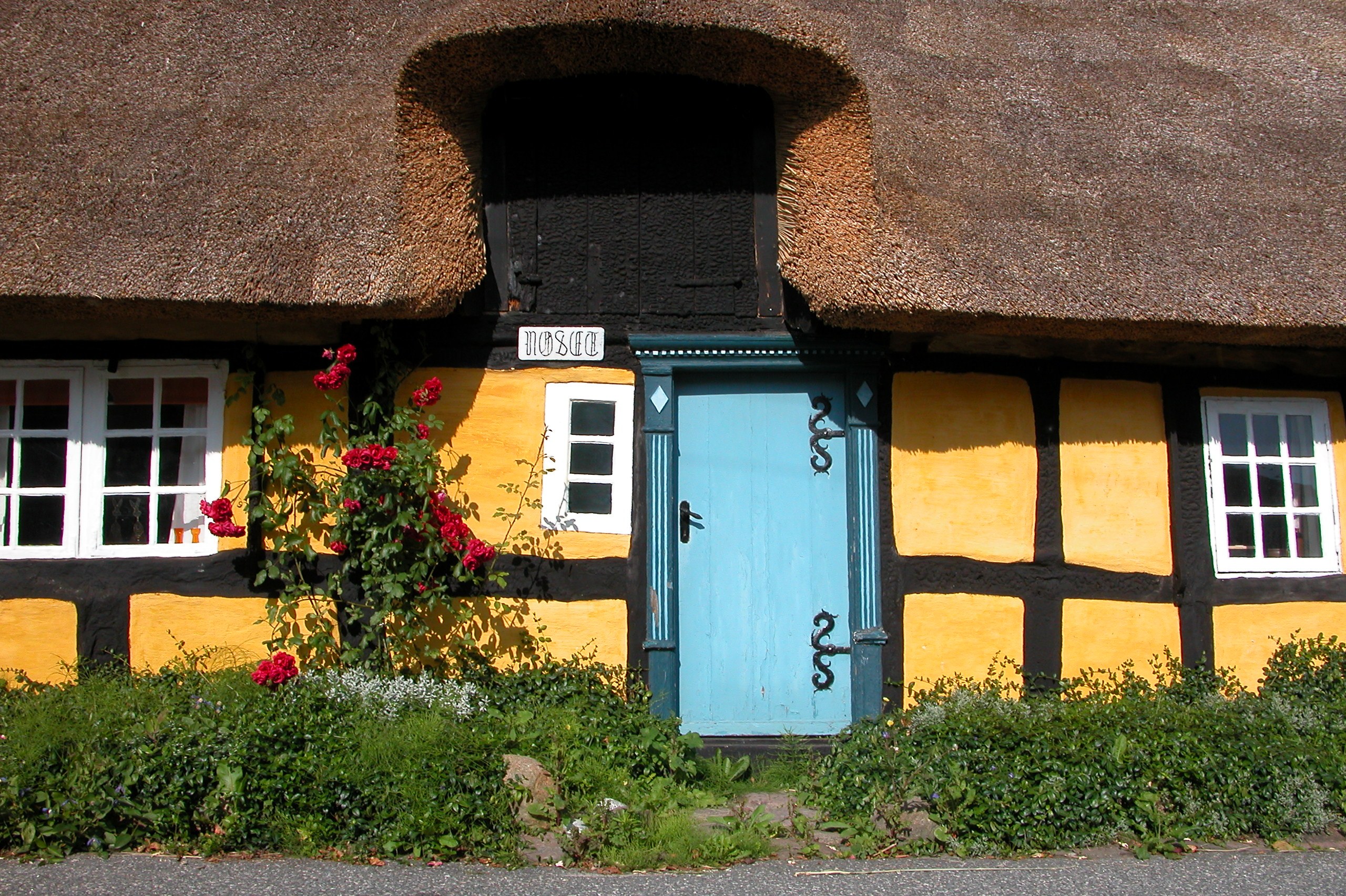
ヒュッゲとは居心地がいいことを示す

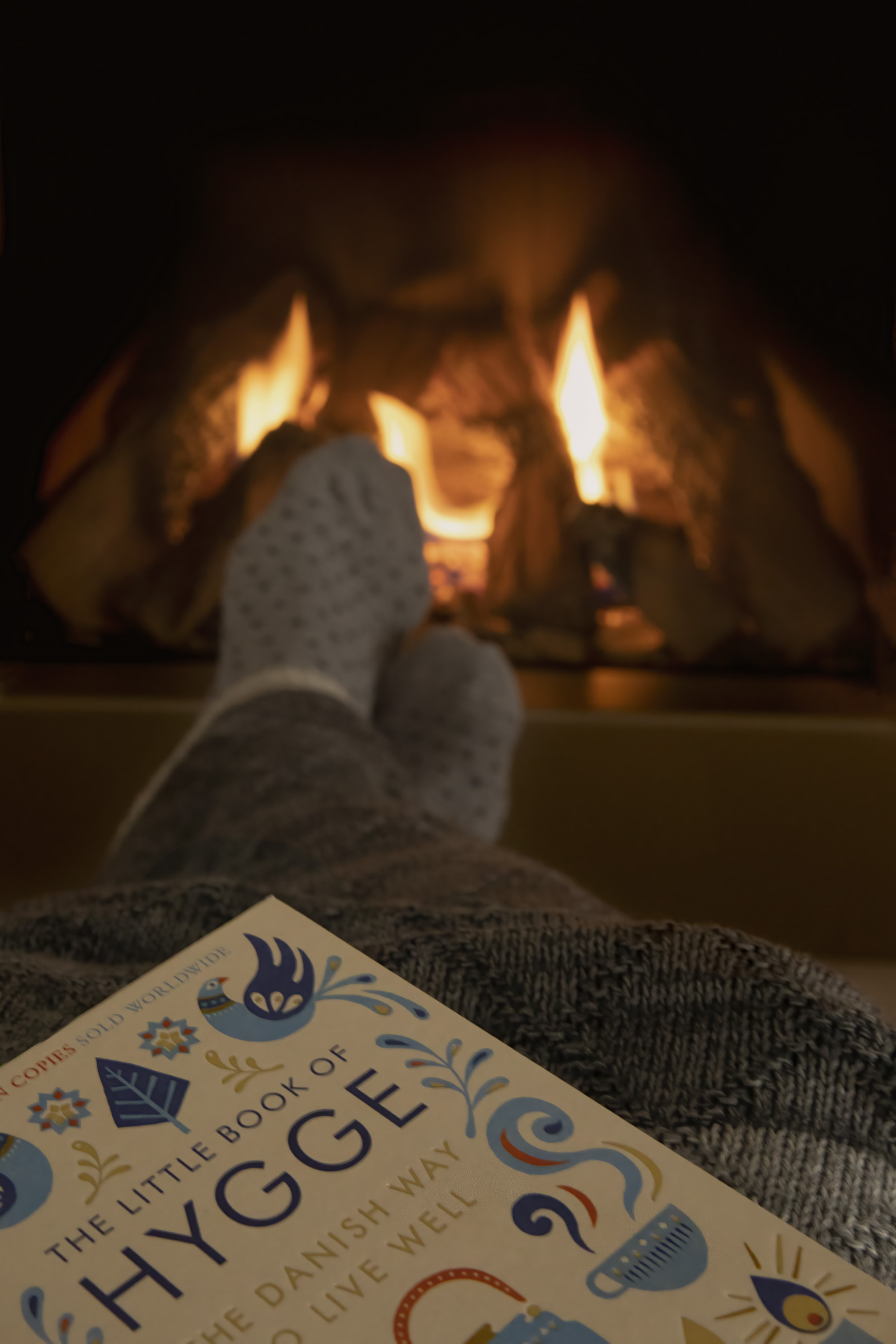
ヒュッゲのイメージ

ヒュッゲ（hygge,  ([ˈh(j)uːɡə]; デンマーク語発音: [ˈhykə]; ノルウェー語: [ˈhŷɡːə]) とは、ウエルネスかつ満足な感情がもたらされ、居心地がよく快適で陽気な気分であることを表現するデンマーク語およびノルウェー語である。どのような行為がヒュッゲをもたらすかについては、デンマーク語とノルウェー語ではほぼ同一の文化的カテゴリーではあるが、よりデンマークのほうが文化の中核として普及している。20世紀後半から、ヒュッゲはデンマーク文化の中心としてより主張されるようになった。

## 語源
hygge という単語は、デンマーク語で「勇気、慰め、喜びを与えること」を意味する。 Hygge は古ノルド語であるhyggjaに由来する 。Hygge は、古ノルド語において精神、心、意識を意味するhug から派生した。

## 使用
デンマーク語とノルウェー語の両方で、ヒュッゲは「毎日の一体感」、「安全、平等、個人の全体性、自発的な社会的フローからもたらされる、快適で高く評価された毎日の体験」を指す。
コリンズ英語辞典においてヒュッゲは、「デンマークを起源とする、健康を促進する居心地の良い陽気な雰囲気を作り出すという概念」と定義している。コリンズ英語辞典は、イギリスにおいて2016年の流行語第二位に位置づけた（一位はブレグジット） 。